# 2017年度YAHOO!搜尋人氣大獎得獎名單
YAHOO!人氣大獎2017 頒獎典禮，於2017年12月6日晚上8時假尖沙咀文化中心露天廣場舉行。

## 得獎名單

### 音樂獎項
- 人氣歌曲
  - 《琢磨》- 許靖韻
  - 《較早前錄影》- 吳浩康
  - 《帶著骨灰去旅行》- 洪卓立
  - 《長相廝守》- ToNick
  - 《難得一遇》- 林奕匡
  - 《3AM》- AGA
  - 《傷心到變形》- 吳業坤
  - 《安全感》- JW
  - 《天敵》- 衛蘭
  - 《霸氣情歌》- 陳柏宇
- 人氣歌曲合唱歌
  - 《原來只因深愛著》- 吳業坤、JW
- 人氣MV
  - 《一刻戀上》- C AllStar
  - 《到此一遊》- 胡鴻鈞
- 唱作歌曲
  - 《也許我不會活多一歲》- Dear Jane
  - 《說再見了吧》- Supper Moment
- 本地唱作男歌手
  - 林奕匡
- 本地唱作女歌手
  - AGA
- 本地女歌手
  - 容祖兒
- 本地男歌手
  - 李克勤[2]
- 本地音樂組合
  - Dear Jane
  - C AllStar
  - Supper Moment
- 樂壇新勢力
  - 顏卓靈
  - 王嘉儀
  - 余香凝
- 網上熱爆歌曲
  - 《忘記我自己》- 菊梓喬
  - 《死亡之吻》- 關楚耀
  - 《小碎步》- 鍾舒漫
  - 《根》- 許廷鏗
- 網上熱爆女歌手
  - 衛蘭
- 網上熱爆男歌手
  - 陳柏宇
- 人氣電視劇集主題曲
  - 《地盡頭》- 鄭俊弘
- 人氣電視劇集合唱歌
  - 《陪著你走》- 王浩信、譚嘉儀
- 年度熱搜歌曲
  - 《失魂記》- 李克勤

### 電影獎項
- 本地演員
  - 惠英紅
- 本地電影
  - 《29+1》
- 海外電影
  - 《美女與野獸》

### 電視獎項
- 電視男藝人
  - 王浩信
- 電視女藝人
  - 唐詩詠
- 人氣電視劇集
  - 《踩過界》
- 人氣網上劇集
  - 《反黑》

- 人氣電視螢幕情侶
  - 王浩信、唐詩詠
- 人氣電視男角色
  - 馬國明[3]

- 人氣電視女角色
  - 李佳芯
- 人氣急星
  - 張振朗
  - 姚子羚
  - 朱千雪
- 人氣廣告代言
  - 鍾欣潼[4]

### 亞洲區獎項
- 年度熱搜韓國新人歌手獎
  - Kim Samuel [5]

### 至尊獎項
- 圖片搜尋次數最多的男藝人
  - 袁偉豪
- 圖片搜尋次數最多的女藝人
  - 張曦雯
- 圖片搜尋次數最多的台灣女藝人
  - 林明禎
- 最具號召力香港男藝人
  - 李克勤
- 最具號召力香港女藝人
  - 周秀娜
- 最具號召力香港組合
  - Twins